# Castellinaldo
Castellinaldo d’Alba (piemontesisch Castlinàud) ist eine Gemeinde in der italienischen Provinz Cuneo (CN), Region Piemont.

## Lage und Einwohner
Castellinaldo d’Alba liegt rund 70 Kilometer nordöstlich von der Provinzhauptstadt Cuneo entfernt in der Region Roero, am Rande des oberen Monferrato auf 285 Metern Höhe. Das Gemeindegebiet umfasst eine Fläche von 7,8 km² und hat 893 Einwohner (Stand 31. Dezember 2023). Zur Gemeinde zählen auch die Fraktionen (Frazioni) Gatti, Boarini, San Pietro und Madonna dei Cavalli. 
Die Rebflächen sind im Wein gleichen Namens zugelassen. Castellinaldo d’Alba gilt als die Gemeinde mit den meisten Weinbergen im Roero. Es sind 63 % der Fläche  mit Weinreben bebaut.
Die Nachbargemeinden sind Canale, Castagnito, Magliano Alfieri, Priocca und Vezza d’Alba.

## Geschichte

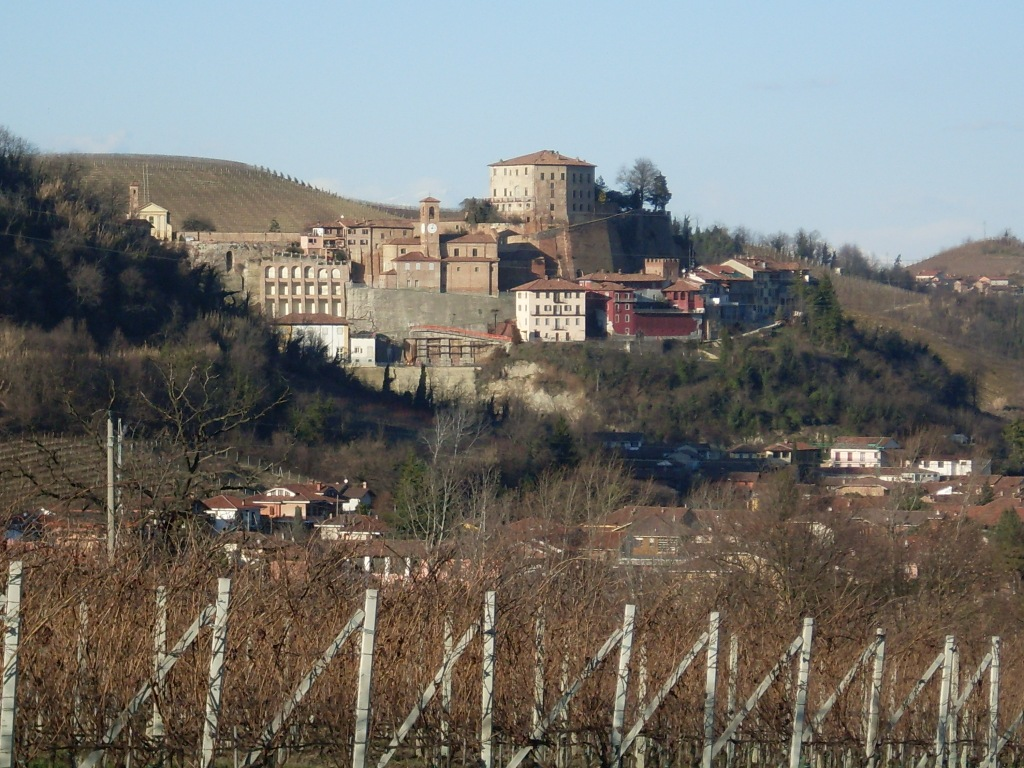
Panorama von Castellinaldo d’Alba

In Dokumenten aus dem frühen 11. Jahrhundert wurde es als „Castellum Ainaldi“ und „Castrum Aynaldi“ erwähnt und später „Castellainaldus“, „Castello Ainaudo“, „Castellanaudo“, „Castellanaldo“, „Castro Ainaldo“, „Castro Anaudo“ und „Castroanaldo“ genannt. Der Ortsname erinnert an die „Burg“ der örtlichen Herren, der Grafen Ainaldi, deren Name sich vom germanischen Personal „Aginald“ ableitet. 
Nach dem Jahr 1000 war es Eigentum der Kirche von Asti. Im Jahr 1351 gehörte es den Familien Malabaila und Damiano. 
Aus historisch-architektonischer Sicht ist das Schloss interessant. Es stammt aus dem 16. Jahrhundert, wurde aber in den folgenden Jahrhunderten umgebaut und verfügte einst über einen zentralen Turm. Bemerkenswert ist die den Heiligen Dalmazzo und Sebastiano geweihte Pfarrkirche mit architektonischen Linien aus dem 18. Jahrhundert, die zwischen 1752 und 1756 wieder aufgebaut wurde. Schließlich sind noch die Kirche San Gervasio, in der es wertvolle Fresken zu bewundern gibt, aus der zweiten Hälfte des 16. Jahrhunderts und die Kapelle San Pietro, die an der Seite der Burg steht und in der mehrere Mitglieder der beiden Familien begraben wurden.
Am 30. Januar 2015 änderte Castellinaldo seinen Namen in Castellinaldo d'Alba.